# Recipatie
Recipatie je introspektivní schopnost vědomě uvažovat o pocitech, které v nás vyvolávají ostatní lidé. Společně s pocity se v nás dále objevují nutkání, jak se k druhému chovat. Můžeme se pak ptát, proč v nás daný člověk vyvolává určité emoce, jaké jsou příčiny a k jakému chování nás svádí.
Pokud jsme schopni analyzovat tyto informace, rozšíří se naše schopnost rozumět lidem a tím pádem i rozumět sobě.

## Praktické využití
Použití recipatie v běžném životě, mohou pomoci otázky, jimiž se oživí slovník jazyka pocitů, jazyka nutkání a jazyka chuti. Například: Jsou lidé, kteří v nás vyvolávají pocit pohody, nutkání udělat jim radost a chuť bavit se s nimi.